# Staudach (Gemeinde Leonding)
Staudach ist der südwestlichste Stadtteil von Leonding. Mit 50 Einwohnern (Stand 1. Jänner 2024) ist Staudach einer der bevölkerungsärmsten Stadtteile Leondings.

## Staudachrunde
Die Strecke folgt auf einer Länge von 7,75 km den Spuren des 10-Meilen-Laufes durch Felder und Ortsteile mit dörflichem Charakter. Ausgangspunkt ist das Schulzentrum Hart, vorbei am Eislaufplatz über Reith, Jetzing, Staudach, Felling zurück nach Reith zum Ausgangspunkt.